# Дзвонковский, Александер
Александер Дзвонковский (пол. Aleksander Dzwonkowski) — польский актёр театра, кино, радио и телевидения.

## Биография
Александер Дзвонковский родился 15 февраля 1907 года в Санкт-Петербурге. В 1930 г. он окончил Вокально-драматические курсы Х. Хрыневецкой в Варшаве. Дебютировал в театре в 1931 в Гродно. Актёр театров в разных городах (Быдгощ, Вильнюс, Познань, Ченстохова, Варшава). Выступал в спектаклях «театра телевидения» в 1954—1977 годах, также в радиопередачах «Польского радио». Умер 23 марта 1977 года в Варшаве. Похоронен на кладбище «Воинское Повонзки».

## Избранная фильмография
- 1948 — Моё сокровище / Skarb
- 1957 — Месть / Zemsta
- 1957 — Шляпа пана Анатоля / Kapelusz pana Anatola
- 1959 — Кафе «Минога»  —  Cafe pod Minogą
- 1959 — Инспекция пана Анатоля / Inspekcja pana Anatola
- 1960 — Тысяча талеров / Tysiąc talarów
- 1960 — Косоглазое счастье / Zezowate szczęście
- 1962 — Прикосновение ночи / Dotknięcie nocy
- 1962 — Завтра премьера / Jutro premiera
- 1962 — Семья Милцареков / Rodzina Milcarków
- 1962 — Запоздалые прохожие / Spóźnieni przechodnie
- 1963 — Час пунцовой розы / Godzina pąsowej róży
- 1963 — Мансарда / Mansarda
- 1965 — Один в городе / Sam pośród miasta
- 1966 — Самозванец с гитарой / Mocne uderzenie
- 1967 — Невероятные приключения Марека Пегуса / Niewiarygodne przygody Marka Piegusa
- 1967 — Отец / Ojciec
- 1967 — Париж-Варшава без визы / Paryż-Warszawa bez wizy
- 1969 — Красное и золотое / Czerwone i złote
- 1972 — Путешествие за улыбку / Podróż za jeden uśmiech
- 1972 — Капризы Лазаря / Kaprysy Łazarza
- 1974 — Земля обетованная / Ziemia obiecana
- 1974 — Веретенницы / Padalce

## Признание
- 1952 — Государственная премия ПНР 2-й степени.
- 1955 — Медаль «10-летие Народной Польши».
- 1975 — Награда Министра культуры и искусства ПНР 1-й степени.
- 1975 — Офицерский крест Ордена Возрождения Польши.